# ایرج عبدی ملک طالش

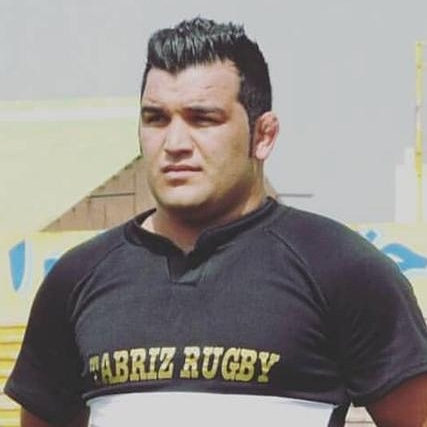

ایرج عبدی ملک طالش (زادهٔ ۱ تیر ۱۳۶۵) بازیکن راگبی پیشین تیم ملی ایران و سرمربی فعلی تیم ملی راگبی بانوان ترکیه است. وی در دوران بازی، سابقه عضویت در باشگاه‌های راگبی شهرداری تبریز، سهند تبریز، ستارگان تهران و فیروزکوی استانبول را دارا می‌باشد.
وی در حدفاصل سال‌های ۱۳۸۹ تا ۱۳۹۳ به عنوان عضو تیم ملی راگبی بزرگسالان ایران در مسابقات بین‌المللی مختلف شرکت نموده و ده بازی ملی رسمی انجام داده‌است.

## دوران مربیگری
عبدی علاوه بر مربیگری در مسابقات باشگاهی ایران، موفق به قهرمانی با تیم راگبی زیر پانزده سال تبریز در سه دوره متوالی به عنوان سرمربی شده‌است. از جمله سمت‌های اجرایی وی می‌توان به مسئول کمیته توسعه راگبی استانهای آذربایجان شرقی و اردبیل اشاره کرد. وی در ادامه با عزیمت به کشور ترکیه به عنوان اولین مربی لژیونر ایرانی در ورزش راگبی، سرمربی گری باشگاه فیروزکوی استانبول را بر عهده گرفت و هم‌زمان در ورک شاپ‌های تخصصی مربیگری در شهرهای مختلف این کشور مانند آلانیا، وان، قونیه، بورسا و ازمیر به عنوان مدرس حضور یافته‌است.
عبدی در سال ۲۰۱۷ به عنوان سرمربی تیم ملی راگبی بانوان ترکیه برگزیده شد و برای اولین بار در تاریخ همراه با این تیم موفق به کسب عنوان نایب قهرمانی مسابقات کنفرانس یک راگبی بانوان اروپا در سال ۲۰۱۸ گردید.